# Джессіка Адамс
Джессіка Адамс (англ. Jessica Adams) — один з головних героїв 8 сезону американського телесеріалу «Доктор Хаус». Її роль виконує Одет Еннейбл.
Доктор Джессіка Адамс працювала у в'язниці, де Хаус був ув'язнений після того, як він в'їхав на свієму автомобілі у вітальню Лізи Кадді. Доктор Адамс і Хаус зустрілися в епізоді «Двадцять пігулок вікодину». Після цього вона стала членом нової команди Хауса, яка складалася з Доктора Тауба, Доктора Пак та Доктора Чейза. Після фіктивної смерті Хауса, вона залишилася в команді з Таубом та Пак, яку очолив Чейз.

## Біографія
Адамс народилася в багатій сім'ї десь у середині 1980-х років. Хаус помітив, що вона носить дуже дорогий старий медальйон, який її предки передавали через покоління. В епізоді «Двадцять пігулок вікодину» стає зрозуміло, що Адамс з багатої сім'ї, оскільки вона немає проблем з грошима і постійно купує дорогі товари. Джессіка кожного дня носить нову пару дизайнерського взуття, але уникає шкіри, оскільки вважає, що це експлуатування тварин. Вона їздить на новому брендовому автомобілі тоді, як її бос та колеги керують старими автомобілями, які постійно потребують ремонту.
Джессіка сильно переживала, коли вчилася у школі, через те, що вона була з забезпеченої сім'ї і це виділяло її поміж однолітків. В більшості з них були неповноцінні сім'ї, де вони жили тільки з одним із батьків або з вітчимом/мачухою.
Джессіка втекла з дому, коли вчилася в старших класах, бо вважала, що вона була єдиною, чиї батьки не були розлучені та майже ніколи не сварилися. І зрозуміла, що життя неповноцінних сімей було дещо «глибшим». Адамс жила у Мангеттені зі старшим від неї чоловіком, але через два місяці повернулася додому.
Вона дуже швидко вийшла заміж, але й дуже швидко розлучилася. Після того, як її чоловік почав зраджувати їй з дівчиною, яку він зустрів по дорозі з медового місяця. Як Джессіці пізніше здавалося, з пацієнтом Генрі з епізоду «Нам потрібні яйця».
В епізоді «Ризики параної» стає зрозуміло, що Джессіці подобається стріляти з вогнепальної зброї. Це підтверджується в епізоді «Утікачі» коли вона виграє ставку в Хауса, будучи експертом зі стрільби з рушниці по тарілках. Проте вона категорично проти насильства та використання зброї задля полювання або самооборони.
Після закінчення коледжу та стажування у медичній школі ім. Джона Хопкінса, вона носить по п'ятницях згідно з традиціями її Ольєрський шарф. Незважаючи на свою забезпеченість, вона, загалом, працювала у медичних установах, які мають проблеми з наданням медичної допомоги. Наприклад, у в'язницях та безкоштовних клініках.

## Суперництво з Доктором Чі Пак
Одет Еннейбл описує свою героїню, як дуже смішну та завзяту. Вона вірить у спокуту та другий шанс. Це призводить до конфлікту з Чі Пак, яка вважає, що люди відповідальні за власні вчинки, і що благодійність є менш важливою, ніж благополуччя своєї сім'ї. Адамс і Пак мають дуже напружені та конкурентні відносини. Вони сперечаються щодо багатьох питань, включаючи благодійність, дитячу працю, альтруїзм і стосовного того, чому люди стають друзями. Однак, незважаючи на їхні особисті відмінності, вони обидві добре працюють разом і намагаються підтримати діагнози один одного, щоб протистояти Хаусу.